# Rio Usumacinta
O rio Usumacinta é um rio que nasce na Sierra de Santa Cruz, região de El Petén, na Guatemala desaguando no Golfo do México, possuindo uma extensão total de aproximadamente 850 km. É o rio mais caudaloso do México e o mais longo da América Central. Tem um caudal médio de aproximadamente 5250 m³/seg. 
Ao longo do seu curso atravessa o noroeste da Guatemala, servindo de fronteira entre este país e o México ao longo de 200 km, entrando no território mexicano por Chiapas e atravessando o estado de Tabasco onde forma um extenso delta em conjunto com o rio Grijalva.